# 芮正皋
芮正皋（1919年8月14日—2015年3月9日），又名器先，浙江吴兴人。
芮正皋早年先后就读于上海震旦大学法律系、法国巴黎大学、荷兰海牙国际法学研究院、巴黎政治独立研究院。曾在上海小学以及交通部任职。赴台后，历任中华民国外交部欧洲司专员、科长，中华民国外交部礼宾司护照科科长，中华民国外交部礼宾司帮办，中华民国驻土耳其大使馆参事，中华民国驻马里大使馆参事等使。1965年，升任中华民国驻上伏塔大使。1968年至1983年间，出任中华民国驻象牙海岸大使，期间还曾任兼驻甘比亞大使、驻联合国副代表。后定居澳洲。著有《外交生涯縱橫談：芮正皋回憶錄》（三民書局）。2015年3月9日凌晨病逝於澳洲雪梨Ryde醫院。

## 荣誉

### 中华民国勋章奖章
- 二等景星勋章（1965年8月20日批准[4]）